# Саміт G-20 у Ханчжоу (2016)
Китайський саміт G-20, 11-й саміт лідерів країн «Групи 20», котрий пройшов 4—5 вересня 2016 року в місті Ханчжоу — столиці провінції Чжецзян, КНР. Це одинадцята зустріч G20 і перша, яка пройшла в Китаї.

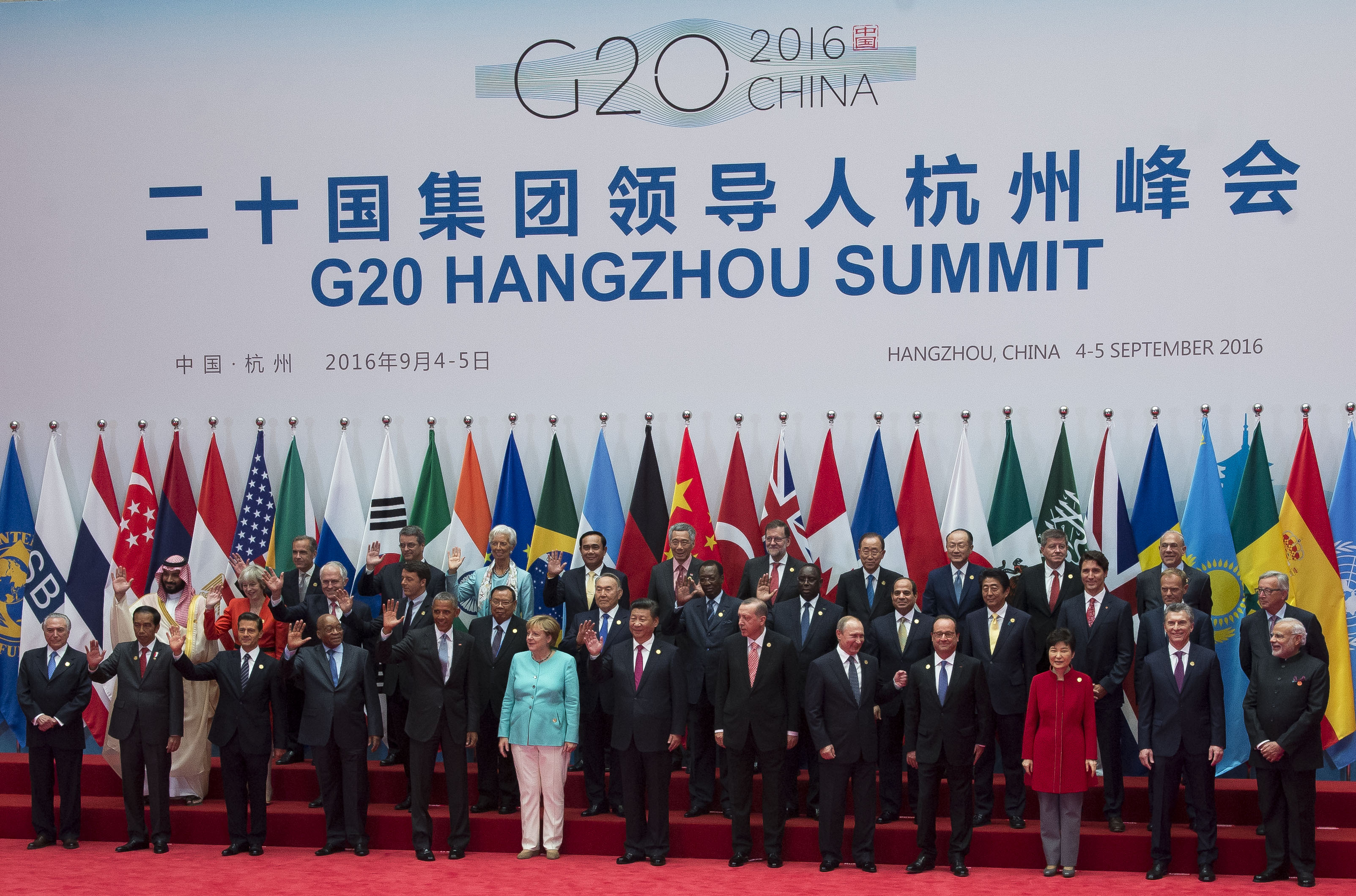
Групове фото лідерів

### Учасники саміта G20
| Велика двадцятка Країна-господар і її лідер виділені жирним шрифтом. | Велика двадцятка Країна-господар і її лідер виділені жирним шрифтом. | Представник                  | Посада                                        |
| -------------------------------------------------------------------- | -------------------------------------------------------------------- | ---------------------------- | --------------------------------------------- |
| Австралія                                                            | Австралія                                                            | Малкольм Тернбулл            | Прем'єр-міністр Австралії                     |
| Аргентина                                                            | Аргентина                                                            | Маурісіо Макрі               | Президент Аргентини                           |
| Бразилія                                                             | Бразилія                                                             | Мішел Темер                  | Президент Бразилії                            |
| Велика Британія                                                      | Велика Британія                                                      | Тереза Мей                   | Прем'єр-міністр Великої Британії              |
| Німеччина                                                            | Німеччина                                                            | Ангела Меркель               | Федеральний канцлер Німеччини                 |
| Індія                                                                | Індія                                                                | Нарендра Моді                | Прем'єр-міністр Індії                         |
| Індонезія                                                            | Індонезія                                                            | Джоко Відодо                 | Президент Індонезії                           |
| Італія                                                               | Італія                                                               | Маттео Ренці                 | Голова Ради Міністрів Італії                  |
| Канада                                                               | Канада                                                               | Джастін Трюдо                | Прем'єр-міністр Канади                        |
| КНР                                                                  | КНР                                                                  | Сі Цзіньпін                  | Голова КНР                                    |
| Мексика                                                              | Мексика                                                              | Енріке Пенья Ньєто           | Президент Мексики                             |
| Росія                                                                | Росія                                                                | Володимир Путін              | Президент Росії                               |
| Саудівська Аравія                                                    | Саудівська Аравія                                                    | Мухаммад ібн Салман Аль Сауд | замісник наслідного принца Саудівської Аравії |
| США                                                                  | США                                                                  | Барак Обама                  | Президент США                                 |
| Туреччина                                                            | Туреччина                                                            | Реджеп Таїп Ердоган          | Президент Туреччини                           |
| Франція                                                              | Франція                                                              | Франсуа Олланд               | Президент Франції                             |
| ПАР                                                                  | ПАР                                                                  | Джейкоб Зума                 | Президент ПАР                                 |
| Південна Корея                                                       | Південна Корея                                                       | Пак Кин Хє                   | Президент Південної Кореї                     |
| Японія                                                               | Японія                                                               | Абе Сіндзо                   | Прем'єр-міністр Японії                        |
| Європейський Союз                                                    | Європейська комісія                                                  | Жан-Клод Юнкер               | Президент Європейської комісії                |
| Європейський Союз                                                    | Європейська рада                                                     | Дональд Туск                 | Голова Європейської Ради                      |

### Запрошені країни
| Країна    | Країна    | Представник           | Посада                                     |
| --------- | --------- | --------------------- | ------------------------------------------ |
| Чад       | Чад       | Ідріс Дебі            | Президент Чаду, голова Африканського союзу |
| Єгипет    | Єгипет    | Абдель Фаттах Ас-Сісі | Президент Єгипту                           |
| Казахстан | Казахстан | Нурсултан Назарбаєв   | Президент Казахстану                       |
| Лаос      | Лаос      | Буннянг Ворачит       | Президент Лаосу                            |
| Іспанія   | Іспанія   | Маріано Рахой         | Голова уряду Іспанії                       |
| Сенегал   | Сенегал   | Макі Салл             | Президент Республіки Сенегал               |
| Сінгапур  | Сінгапур  | Лі Сянь Лун           | Прем'єр-міністр Сінгапуру                  |
| Таїланд   | Таїланд   | Прают Чан-Оча         | Прем'єр-міністр Таїланду                   |

## Підготовка до саміту
У зв’язку із сильним забрудненням повітря міста адміністрацією було вжито низку заходів задля поліпшення стану повітря. За кілька днів до саміту G20 тільки частині транспортних засобів було дозволено їздити вулицям міста. Всі роботи на будівельних майданчиках були зупинені, також була зупинена робота сталеливарних заводів (близько 200 в межах міста), а жителям надана тижнева відпустка із порадою виїхати з міста.

## Основні моменти
Канцлер ФРН Ангела Меркель заявила, що жодних рішень по Україні не приймалося, оскільки Україна не була присутня на зустрічі. Американський президент на спільній конференції із прем’єр-міністром Великої Британії підтвердив, що він буде боротися із російською агресією в Україні та ІДІЛ в Сирії. 
Американський та російський президенти мали двосторонню зустріч. Друга частина зустрічі пройшла віч на віч. Обговорювали питання Сирії та України.
Крім того, Путін ще мав двосторонні зустрічі із Меркель, а потім із Олландом.
Меркель зустрілася із Ердоганом щодо мігрантів та Сирії. Обама залишився задоволений від своєї двосторонньої зустрічі із китайським президентом Сі Цзінь Пінем.

## Комюніке
Після завершення зустрічі було ухвалене комюніке.
Основні пункти якого:
- Домовленість розробити концепцію стійкого розвитку світової економіки;
- Боротьба з корупцією, в тому числі — повернення активів і розшук корупціонерів;
- Відмова від субсидування видобутку неефективних енергетичних корисних копалин;
- Brexit та його подолання;
- Засудження тероризму.

## Конфузи
Хоча в цілому саміт пройшов на високому рівні в робочій обстановці, але без конфузів не обійшлося:
- Бараку Обамі не подали трап до літака, тому він був змушений спускатися вбудованим в літак трапом;[1]
- Путіну не подала руки прем’єр-міністр Великої Британії Тереза Мей;[7][8]
- американських журналістів кілька разів не допускали висвітлювати події, пов’язані із самітом.[1]